# Жайворонок східний

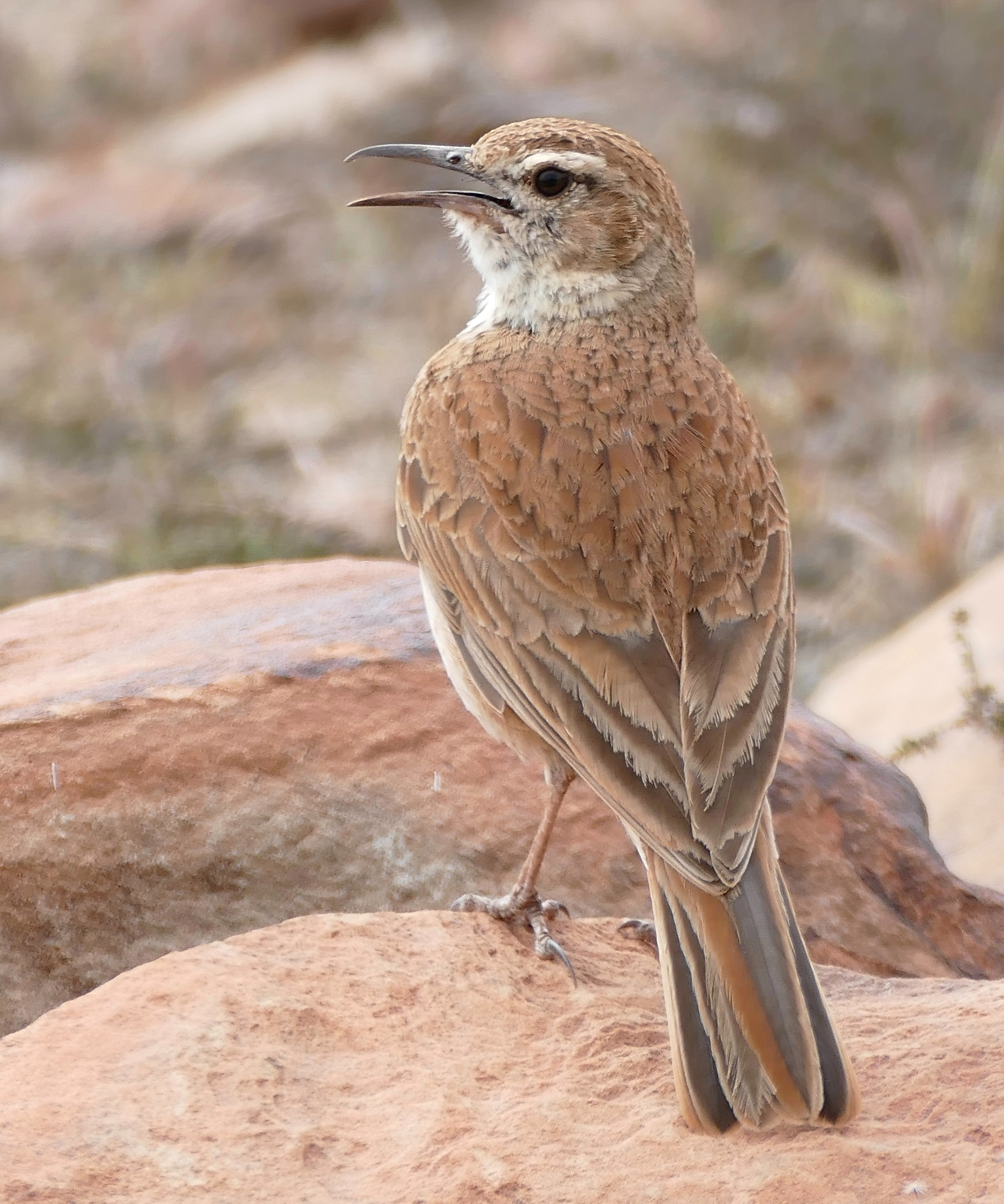
Східний жайворонок

Жайворонок східний (Certhilauda semitorquata) — вид горобцеподібних птахів родини жайворонкових (Alaudidae) Мешкає в сухих саванах і скелястих пустищах на сході Південно-Африканської Республіки, на заході Есватіні і на всій території Лесото. Вважався підвидом криводзьобого жайворонка.

### Підвиди
Виділяють три підвиди:
- C. s. transvaalensis Roberts, 1936 — схід ПАР.
- C. s. semitorquata Smith, A, 1836 — центр ПАР.
- C. s. algida Quickelberge, 1967 — південний схід ПАР.